# Horseed Sports Club
Maillots
Le Horseed Sports Club (en arabe : نادي هورسيد الرياضي), plus couramment abrégé en Horseed SC, est un club somalien de football fondé en 1967 et basé dans la ville de Merka.

## Histoire
Créé en 1967, le club disparaît en 1993 à cause de la Guerre civile somalienne, puis est refondé en 2011.

## Palmarès
| National | International                                  |
| --- | ---------------------------------------------- |
| - Championnat de Somalie (8) : - Champion : 1971-72, 1972-73, 1973-74, 1976-77, 1977-78, 1978-79, 1979-80, 2020-21. - Coupe de Somalie (6) : - Vainqueur : 1982, 1983, 1987, 2014-15, 2019 et 2020. - Supercoupe de Somalie (1) : - Vainqueur : 2015. | - Coupe CECAFA des clubs : - Finaliste : 1977. |